# Удински хребет
Удин̀ският хребет (на руски: Удѝнский хребет) е планински хребет в планината Източни Саяни, разположен в югозападна част на Иркутска област и североизточната част на Република Тува в Русия.
Простира се на протежение от 140 km в посока от запад-северозапад на изток-югоизток и е вододел между водосборните басейни на реките Чуна (Уда, дясна съставяща на Тасеева, ляв приток на Ангара) и Хамсара (десен приток на Голям Енисей, дясна съставяща на Енисей). Максимална височина връх Голям Саян 2938 m, разположен в западната му част. Изграден е от гнайси, кристалинни шисти, варовици и др. По северните му склонове се стичат къси и бурни реки десни притоци на Чуна (Уда) – Хангорок, Хан, Кара Бурен и др., а по южните – къси и бързи реки десни притоци на Хамсара – Добот, Бедий, Кижи Хем и др. Склоновете му на височина до 1700 – 1800 m са обрасли с кедрово-лиственична тайга, а нагоре по югозападния му склон следват алпийски пасища, а по североизточният му склон – високопланинска тундра.

## Топографска карта
- N-47-В, М 1: 500 000[2]